# Crix Madine
Crix Madine es un personaje del Universo de La Guerra de las Galaxias.
El General Crix Madine era un estricto y disciplinado miembro de la Alianza Rebelde y un confiado consejero de la líder Mon Mothma. Fue Madine quien llevó a cabo cruciales operaciones que aseguraron la victoria en la batalla de la Segunda Estrella de la muerte en la luna boscosa de Endor. Gracias a sus soldados entrenados personalmente, fue capturado un transporte del Imperio Galáctico, con el cual el General Han Solo, y sus tropas se infiltraron en la luna de Endor para desactivar el Generador de escudo de la Segunda estación espacial del Imperio.
Según el canon del Universo Expandido se une a la Alianza Rebelde luego de que Luke Skywalker lograra su escape desde Corellia asediada por el Imperio Galáctico.
El personaje fue interpretado por Dermot Crowley en el Episodio VI.